# Nieuw Nederlandsch Biografisch Woordenboek
Het Nieuw Nederlandsch Biografisch Woordenboek (NNBW) was een naslagwerk, waarin veelal beknopte levensbeschrijvingen (biografieën) van meer dan 22.000 Nederlanders waren opgenomen. Het verscheen tussen 1911 en 1937 in tien delen. Het wordt wel beschouwd als "het belangrijkste algemene biografische hulpmiddel voor de geschiedenis van Nederland van het vroegste begin tot de aanvangsdecennia van de 20e eeuw."
De in het NNBW opgenomen personen werden geacht belangrijk en bekend te zijn en waren voor 1910 overleden. Er werd gedurende vele jaren aan het NNBW gewerkt door honderden historici en andere deskundigen.

## Redactie
De redactie van het Nieuw Nederlandsch Biografisch Woordenboek was aanvankelijk in handen van P.C. Molhuysen en P.J. Blok. In 1921 versterkte Laurentius Knappert (1863-1943) de redactie (voor het 5e deel); vanaf 1924 (deel 6) maakte Friedrich Karl Heinrich Kossmann (1893-1968) deel uit van de redactie. Aan de eerste zeven delen van het NNBW droeg de Maastrichtse rijksarchivaris August Flament (1856-1925) 178 lemma's bij, merendeels biografieën van personen die een band met de Nederlandse provincie Limburg hadden.
Het Nieuw Nederlandsch Biografisch Woordenboek verscheen bij uitgeverij Sijthoff te Leiden.
De afzonderlijke delen:
| deel 1 | 1911 | redactie: P.C. Molhuysen en P.J. Blok                   |
| 2      | 1912 | redactie: P.C. Molhuysen en P.J. Blok                   |
| 3      | 1914 | redactie: P.C. Molhuysen en P.J. Blok                   |
| 4      | 1918 | redactie: P.C. Molhuysen en P.J. Blok                   |
| 5      | 1921 | redactie: P.C. Molhuysen, P.J. Blok en L. Knappert      |
| 6      | 1924 | redactie: P.C. Molhuysen, P.J. Blok en Fr.K.H. Kossmann |
| 7      | 1927 | redactie: P.C. Molhuysen, P.J. Blok en Fr.K.H. Kossmann |
| 8      | 1930 | redactie: P.C. Molhuysen, P.J. Blok en Fr.K.H. Kossmann |
| 9      | 1933 | redactie: P.C. Molhuysen en Fr.K.H. Kossmann            |
| 10     | 1937 | redactie: P.C. Molhuysen en Fr.K.H. Kossmann            |

## Online versie
Het Huygens Instituut voor Nederlandse Geschiedenis (Huygens ING) en de Digitale Bibliotheek voor de Nederlandse Letteren (dbnl) hebben in 2008 het volledige Nieuw Nederlandsch Biografisch Woordenboek online geplaatst.

## Biografisch Woordenboek van Nederland
Sinds 1971 is het NNBW opgevolgd door het Biografisch Woordenboek van Nederland (BWN) onder redactie van prof. Ivo Schöffer.